# فیلم اقتباسی

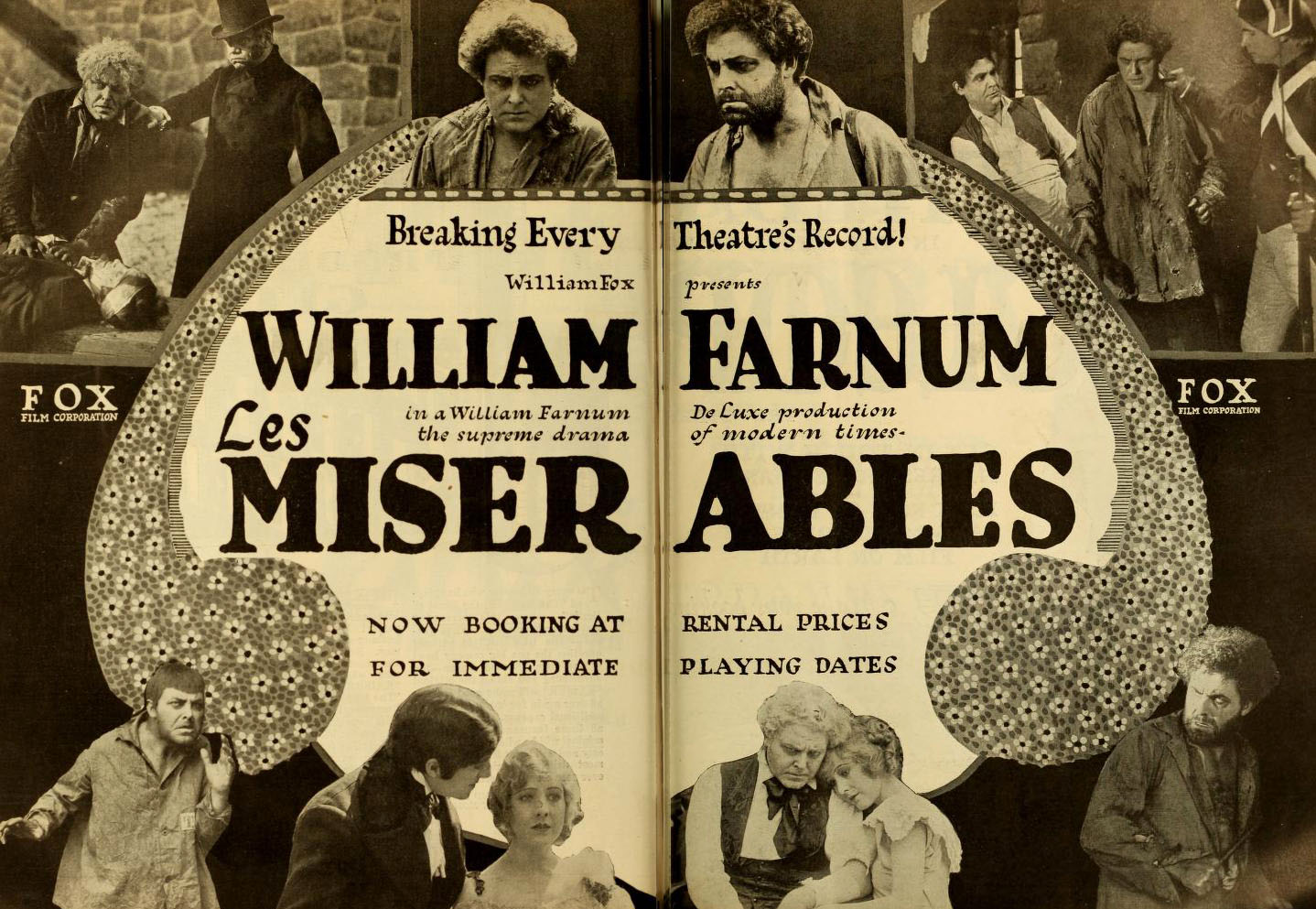
از اولین های فیلم اقتباسی هالیود

فیلم اقتباسی (به انگلیسی: Film adaptation) گونه‌ای از فیلم است که همه یا بخش‌هایی از آن برگرفته از یک اثر دیگر از جمله کتاب یا نمایش باشد. معنای اصطلاحی لغت اقتباس طبق نظر لغت نامه های مشهور ایرانی اخذ کردن و گرفتن مطلب از کتابی با تصرف و تلخیص (خلاصه کردن) عنوان شده است. اقتباس معمولا همراه بازآفرینیست؛ یعنی هنرمند با الهام  از یک اثر هنری اثر هنری دیگر که می تواند فیلم، کتاب، نقاشی، شعر و یا هر چیز دیگری باشد خلق می کند و دست به آفرینشی دوباره می زند؛ یعنی اثر اولیه را به گونه‌ای دیگر بسازد به طوری که در اثر جدید پدیدآورنده،تنها رگه‌هایی از اثر اولیه دیده ‌شود. در برخی از اقتباس ها نیز سعی می‌شود که سِیر داستان، شخصیت‌ها و تا حد ممکن ویژگی زبانی و لحن اثر اصلی حفظ بشود. پایه و اساس بازآفرینی، خیال پردازی است و اثر تازه ساخته شده، اثری مستقل، تازه و بدیع خواهد بود. فیلم اقتباسی به عنوان یکی از زیرشاخه‌های اثر اقتباسی دسته‌بندی می‌شود. رایج‌ترین گونه فیلم اقتباسی حالتی است که فیلم‌نامه اثر برگرفته یا متأثر از یک رمان باشد اما حالات دیگری هم مثل اقتباس از اثر غیرتخیلی (ژورنالیستی)، خودزندگی‌نامه‌ها، کتاب‌های کمیک، منابع تاریخی و نمایش‌ها هم سابقه داشته‌است.